# 香沉镇
香沉镇是四川省广元市剑阁县下辖的一个县，位于县东南，有“剑阁县小康第一镇”之美誉。

## 简史
南齐时，设胡原县，隋朝开皇时改为临津县，北宋年间并入普安县。中华人民共和国成立后，1950年设置香沉乡，归白龙区管辖，1951年属金仙区辖，1958年改设香沉人民公社。1953年，为绵阳市专员公署，1985年5月划予广元市管辖。

## 行政区划
香沉镇下辖以下地区：
跃进社区、卫星村、元柏村、东沟村、乘风村、群英村、阳明村、剑南村、龙台村和三堆村。